# Christian Thomasius

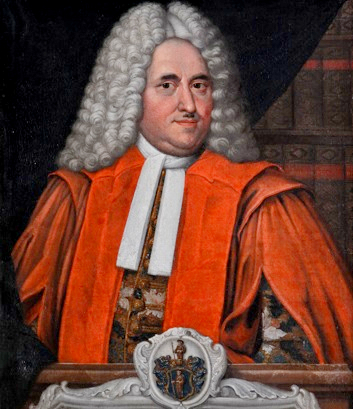
Christian Thomasius, portret door Johann Christian Heinrich Sporleder.

Christian Thomasius (Leipzig, 1 januari 1655 - Halle, 23 september 1728) was een Duits jurist, filosoof, hoogleraar en aanhanger en verkondiger van de Verlichting.  
Hij droeg door zijn pleidooi voor een humaan strafrecht in de zin van de Verlichting wezenlijk bij aan de  afschaffing van de heksenprocessen in Duitsland. 
Verder droeg hij bij aan de ontwikkeling van het Duits omdat hij in 1687 aan de Universiteit van Leipzig colleges begon te geven in de Duitse taal i.p.v. in het Latijn zoals toen gebruikelijk was in de wetenschappelijke wereld. Twee jaar later, in 1689, gaf hij het eerste Duitstalige letterkundige tijdschrift uit. 
Ludwig Tieck prees in de slotwoorden van zijn novelle Der Hexensabbat (1831) de verdiensten van Thomasius en Spee (Friedrich Spee von Langenfeld) bij de bestrijding van de heksenwaan en de heksenprocessen.
- Bibsys: 90579075
- Biblioteca Nacional de España: XX1002262
- Bibliothèque nationale de France: cb125286787 (data)
- Catàleg d'autoritats de noms i títols de Catalunya: 981058542991106706
- CiNii: DA00983166
- Gemeinsame Normdatei: 11862220X
- International Standard Name Identifier: 0000 0001 2280 7751
- Library of Congress Control Number: n50014402
- Nationale Bibliotheek van Letland: 000236200
- Mathematics Genealogy Project: 127946
- Nationale Bibliotheek van Tsjechië: jx20050418010
- Nationale bibliotheek van Australië: 35868354
- Nationale Bibliotheek van Israël: 987007269087305171
- Nationale Bibliotheek van Polen: a0000001181981
- Nationale en Universitaire bibliotheek Zagreb: 000753205
- Nederlandse Thesaurus van Auteursnamen: 068365810
- Réseau des bibliothèques de Suisse occidentale: 02-A000161923
- Istituto Centrale per il Catalogo Unico: MILV127930
- LIBRIS: 96662
- SNAC: w6q26j72
- Système universitaire de documentation: 034541071
- Trove: 1123399
- Virtual International Authority File: 61657051
- WorldCat: E39PBJrgKDWttKRffcd6h3MXVC